# Annerose Baier

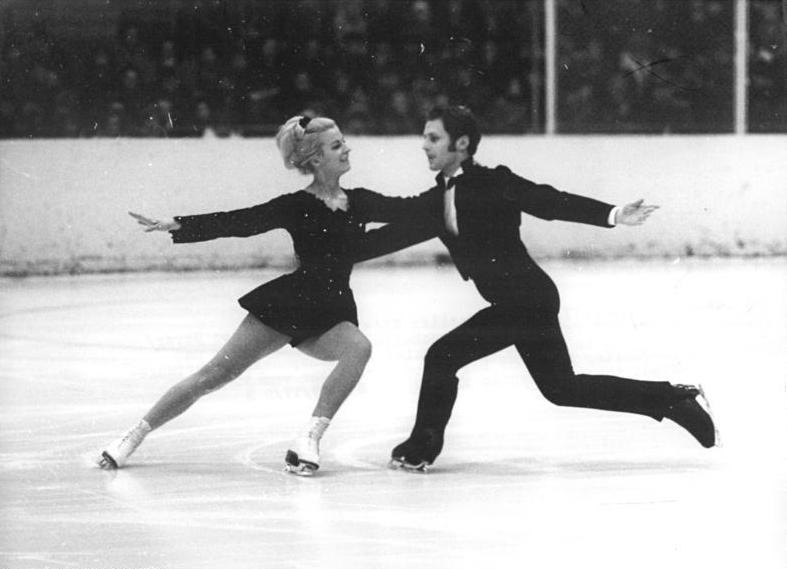
Annerose Baier und Eberhard Rüger bei den DDR-Meisterschaften 1970

Annerose Baier verh. Wetzel (* 9. September 1946; † 9. März 2022 in Bad Elster) war eine deutsche Eiskunstläuferin, die im Eistanz für die DDR startete.

## Leben
Ihr Eistanzpartner war Eberhard Rüger. Das Paar begann seine Karriere beim SC Wismut Karl-Marx-Stadt und startete ab 1963 für den SC Karl-Marx-Stadt. Baier und Rüger wurden 1962 und von 1964 bis 1970 Eistanzmeister der DDR und nahmen im Zeitraum von 1965 bis 1970 an Welt- und Europameisterschaften teil. Ihr bestes Ergebnis bei Europameisterschaften war der vierte Platz 1970 in Leningrad und bei Weltmeisterschaften der jeweils sechste Platz 1969 in Colorado Springs und 1970 in Ljubljana. Einen Eistanzwettbewerb bei Olympischen Winterspielen gab es erst ab 1976 und somit wurde diese Eiskunstlaufdisziplin in der DDR weniger als die anderen Disziplinen unterstützt.
Baier und Rüger waren das einzige international erfolgreiche Eistanzpaar der DDR. Nach ihrem Rücktritt 1970 wurde in der DDR von 1971 bis 1989 keine Meisterschaft im Eistanz mehr ausgetragen.
Annerose Wetzel arbeitete bis 2003 als Kosmetikerin und danach bis 2017 als Übungsleiterin und Trainerin beim Chemnitzer Eislauf-Club in Chemnitz.

## Ergebnisse
Eistanz
(mit Eberhard Rüger)
| Wettbewerb / Jahr     | 1962 | 1963 | 1964 | 1965 | 1966 | 1967 | 1968 | 1969 | 1970 |
| --------------------- | ---- | ---- | ---- | ---- | ---- | ---- | ---- | ---- | ---- |
| Weltmeisterschaften   |      |      |      | 14.  | 13.  | 12.  | 10.  | 6.   | 6.   |
| Europameisterschaften |      |      |      | 11.  | 9.   | 7.   | 7.   | 5.   | 4.   |
| DDR-Meisterschaften   | 1.   | 2.   | 1.   | 1.   | 1.   | 1.   | 1.   | 1.   | 1.   |